# Lista planetelor minore: 52001–53000
| Nume                                            | Denumire provizorie                             | Data descoperirii                               | Locul descoperirii                              | Descoperitor(i)                                 |                                                 |                                                 |                                                 |                                                 |                                                 |                                                 |                                                 |                                                 |                                                 |                                                 |                                                 |                                                 |                                                 |                                                 |                                                 |                                                 |                                                 |                                                 |                                                 |                                                 |                                                 |                                                 |                                                 |                                                 |                                                 |                                                 |                                                 |                                                 |                                                 |                                                 |                                                 |                                                 |                                                 |                                                 |                                                 |                                                 |                                                 |                                                 |                                                 |                                                 |                                                 |                                                 |                                                 |                                                 |                                                 |
| 52001–52100 Lista planetelor minore/52001–52100 | 52001–52100 Lista planetelor minore/52001–52100 | 52001–52100 Lista planetelor minore/52001–52100 | 52001–52100 Lista planetelor minore/52001–52100 | 52001–52100 Lista planetelor minore/52001–52100 | 52101–52200 Lista planetelor minore/52101–52200 | 52101–52200 Lista planetelor minore/52101–52200 | 52101–52200 Lista planetelor minore/52101–52200 | 52101–52200 Lista planetelor minore/52101–52200 | 52101–52200 Lista planetelor minore/52101–52200 | 52201–52300 Lista planetelor minore/52201–52300 | 52201–52300 Lista planetelor minore/52201–52300 | 52201–52300 Lista planetelor minore/52201–52300 | 52201–52300 Lista planetelor minore/52201–52300 | 52201–52300 Lista planetelor minore/52201–52300 | 52301–52400 Lista planetelor minore/52301–52400 | 52301–52400 Lista planetelor minore/52301–52400 | 52301–52400 Lista planetelor minore/52301–52400 | 52301–52400 Lista planetelor minore/52301–52400 | 52301–52400 Lista planetelor minore/52301–52400 | 52401–52500 Lista planetelor minore/52401–52500 | 52401–52500 Lista planetelor minore/52401–52500 | 52401–52500 Lista planetelor minore/52401–52500 | 52401–52500 Lista planetelor minore/52401–52500 | 52401–52500 Lista planetelor minore/52401–52500 | 52501–52600 Lista planetelor minore/52501–52600 | 52501–52600 Lista planetelor minore/52501–52600 | 52501–52600 Lista planetelor minore/52501–52600 | 52501–52600 Lista planetelor minore/52501–52600 | 52501–52600 Lista planetelor minore/52501–52600 | 52601–52700 Lista planetelor minore/52601–52700 | 52601–52700 Lista planetelor minore/52601–52700 | 52601–52700 Lista planetelor minore/52601–52700 | 52601–52700 Lista planetelor minore/52601–52700 | 52601–52700 Lista planetelor minore/52601–52700 | 52701–52800 Lista planetelor minore/52701–52800 | 52701–52800 Lista planetelor minore/52701–52800 | 52701–52800 Lista planetelor minore/52701–52800 | 52701–52800 Lista planetelor minore/52701–52800 | 52701–52800 Lista planetelor minore/52701–52800 | 52801–52900 Lista planetelor minore/52801–52900 | 52801–52900 Lista planetelor minore/52801–52900 | 52801–52900 Lista planetelor minore/52801–52900 | 52801–52900 Lista planetelor minore/52801–52900 | 52801–52900 Lista planetelor minore/52801–52900 | 52901–53000 Lista planetelor minore/52901–53000 | 52901–53000 Lista planetelor minore/52901–53000 | 52901–53000 Lista planetelor minore/52901–53000 | 52901–53000 Lista planetelor minore/52901–53000 | 52901–53000 Lista planetelor minore/52901–53000 |
| ----------------------------------------------- | ----------------------------------------------- | ----------------------------------------------- | ----------------------------------------------- | ----------------------------------------------- | ----------------------------------------------- | ----------------------------------------------- | ----------------------------------------------- | ----------------------------------------------- | ----------------------------------------------- | ----------------------------------------------- | ----------------------------------------------- | ----------------------------------------------- | ----------------------------------------------- | ----------------------------------------------- | ----------------------------------------------- | ----------------------------------------------- | ----------------------------------------------- | ----------------------------------------------- | ----------------------------------------------- | ----------------------------------------------- | ----------------------------------------------- | ----------------------------------------------- | ----------------------------------------------- | ----------------------------------------------- | ----------------------------------------------- | ----------------------------------------------- | ----------------------------------------------- | ----------------------------------------------- | ----------------------------------------------- | ----------------------------------------------- | ----------------------------------------------- | ----------------------------------------------- | ----------------------------------------------- | ----------------------------------------------- | ----------------------------------------------- | ----------------------------------------------- | ----------------------------------------------- | ----------------------------------------------- | ----------------------------------------------- | ----------------------------------------------- | ----------------------------------------------- | ----------------------------------------------- | ----------------------------------------------- | ----------------------------------------------- | ----------------------------------------------- | ----------------------------------------------- | ----------------------------------------------- | ----------------------------------------------- | ----------------------------------------------- |

| Predecesor: 51001–52000 | Lista planetelor minore 52001–53000 Semnificații ale numelor: 52001–53000 | Succesor: 53001–54000 |